# Strobilanthes myura
Strobilanthes myura är en akantusväxtart som beskrevs av Raymond Benoist. Strobilanthes myura ingår i släktet Strobilanthes och familjen akantusväxter. Inga underarter finns listade i Catalogue of Life.